# Revista Família Cristã
A Revista Família Cristã é uma publicação mensal da Paulinas Brasil, congregação católica das irmãs Pia Filhas de São Paulo, que também engloba a produção de CD´s, DVD´s e livros. O primeiro número foi publicado em dezembro de 1934, sendo a mais antiga revista ainda em circulação no país. Na década de 1980 atinge seu ápice, com 217 mil assinantes.
Trata não só de temas religiosos, mas também de direitos humanos, política, sociedade, entre outros. Dentro desse propósito, as editorias são divididas em 5 blocos fixos:
- Atualidade: Entrevista, Perfil, Memória, Cidadania, Política, Economia, Povos da floresta, Infância ferida, Fatos, Reportagem, Persona;
- Família: Família, Entre jovens, Filhos, Juventude e fé, Maturidade, Comportamento, Dinâmica familiar, Painel do leitor;
- Saúde: Alimentação, Saúde, Bioética;
- Religião: Paz inquieta, Formação litúrgica, Formação teológica, Espiritualidade, Igreja, O evangelho na comunidade, Testemunho de fé;
- Arte e Cultura: literatura, cultura, culinária, panorama, trabalhos manuais.